# Mangfallplatz
Mangfallplatz è una stazione della metropolitana di Monaco di Baviera inaugurata il 9 novembre 1997.
È uno dei capilinea dalla linea U1, ed ha due binari.